# Burträsk
Burträsk is een plaats in de gemeente Skellefteå in het landschap Västerbotten en de provincie Västerbottens län in Zweden. De plaats heeft 1632 inwoners (2005) en een oppervlakte van 183 hectare. De plaats ligt aan het meer Burträsket.

## Verkeer en vervoer
Bij de plaats loopt de Länsväg 364.